# Betón
Betón es un barrio rural   del municipio filipino de primera categoría de Taytay perteneciente a la provincia  de Paragua en Mimaro,  Región IV-B.
En 2007 Bentón contaba con 1.340 residentes.

## Geografía
El municipio de Taytay se encuentra situado en la isla de Paragua, al norte de la misma.
Su término limita al norte con el municipio de El Nido, barrios de Bebeladán, Bagong-Bayán y Otón, oficialmente Mabini; al  suroeste con el municipio de San Vicente, al sur con el de Roxas; y al sureste con el de Dumaran. En la parte insular se encuentra la bahía de Malampaya y varias isla adyacentes se encuentran tanto en la costa este, mar de Joló como en la  oeste, Mar del Oeste de Filipinas.
Este barrio de Maitiaguit lo forman un grupo de islas  adyacentes situadas en el mar de Joló, frente al barrio de  Calauag (Calawag) que forma parte den la parte continental de la Isla de La Paragua.
La isla principal de Icadambanua y las del Elefante (Elephant Island), de Baradasen, también conocida como del Castillo (Castle Island) y de Calabalián, las tres situadas al norte cerrando por el sur la bahía de Taytay. A levante se encuentran los islote de Denanayán y  el de Malapnia.
Linda al norte  con La isla de Maitiaguit, situada frente al barrio continental de Silanga y  divida entre los barrios de Depla, al norte y Maitiaguit(Meytegued), al sur; 
al sur con la isla de  Paly, correspondiente al barrio de Paly, situado frente a la península donde se encuentra el barrio de  Baras (Pangpang);
al este con el mar;
y al oeste con el barrio continental de Bantulán y también con la bahía de Taytay.

### Demografía
El barrio  de Betón contaba  en mayo de 2010 con una población de 1.733 habitantes.

## Historia
Taytay formaba parte de la provincia española de  Calamianes, una de las 35 del archipiélago Filipino, en la parte llamada de Visayas. Pertenecía a la audiencia territorial  y Capitanía General de Filipinas, y en lo espiritual a la diócesis de Cebú.